# 北川祐介
北川 祐介（きたがわ ゆうすけ、1977年9月30日 - ）は、日本の元男子バレーボール選手。現在は愛知工業大学名電高等学校の保健体育の教員、同校の男子バレーボール部監督。

## 来歴
愛知県額田郡幸田町出身。中学3年よりバレーボールを始める。バスケットボール選手の大野篤史は高校の同期に当たる。
松下電器を退団後、豊田合成トレフェルサでバレーを続ける傍ら、愛知学院大学に通い教員免許を取得。
2010年2月2日、2009-2010年Vプレミアリーグをもって現役を引退し、4月1日から母校の愛知工業大学名電高等学校の教員となることが発表された。東レとの3位決定戦をもって現役を引退した。

## 人物
- 娘は松山東雲高等学校からクインシーズ刈谷に入団する北川美桜[2][3]。
- 息子は自身が監督を務める愛知工業大学名電高等学校に2024年から所属している。

## 球歴
- 全日本代表 - 2001-2002年

## 受賞歴
- 2000年 - 第49回黒鷲旗 若鷲賞（最優秀新人賞）
- 2004年 - 第10回Vリーグ ブロック賞
- 2005年 - 第11回Vリーグ ブロック賞、ベスト6
- 2006年 - 第12回Vリーグ ブロック賞
- 2008年 - 2007/08 Vプレミアリーグ ブロック賞
- 2009年 - 2008/09 Vプレミアリーグ ブロック賞
- 2010年 - 2009/10 Vプレミアリーグ ベスト6

## 所属チーム
- 愛知工業大学名電高等学校
- 亜細亜大学
- 松下電器・パナソニックパンサーズ（2000-2005年）
- 豊田合成トレフェルサ（2005-2010年）